# تركيز الكحول في الدم

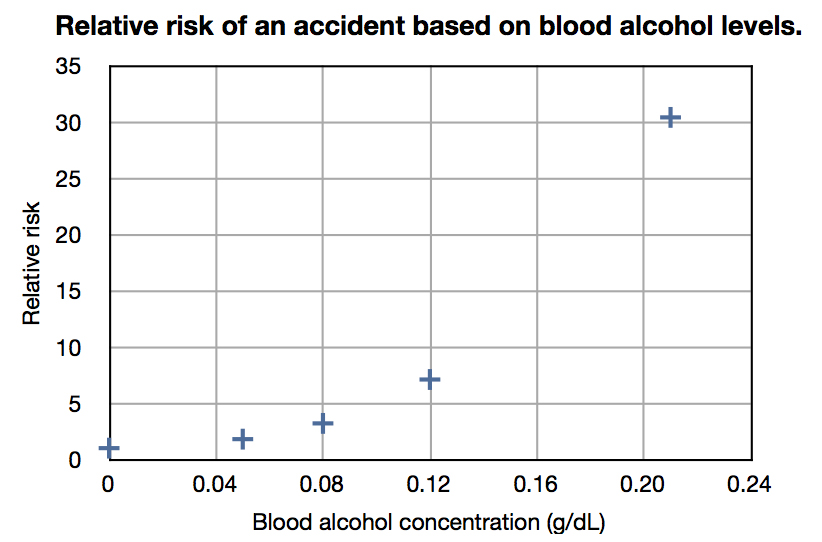

محتوى الدم الكحولي، أو تركيز الكحول في الدم أو تركيز الإيثانول في الدم أو مستوى الكحول في الدم هي مسميات متعارف عليها ومتداولة كمقاييس لحالة السكر التي قد يكون عليها الإنسان، وتستخدم هذه المقاييس لأهداف قانونية أو طبية.
يعبّر عن تركيز الكحول في الدم كنسبة مئوية للكحول في الدم بوحدة كتلة الكحول لكل وحدة كثافة دم أو كتلة الكحول لكل كتلة دم، ويختلف ذلك من دولة لأخرى. على سبيل المثال، في أمريكا الشمالية، يعبر عن تركيز الكحول كـ 0.10 (0.10% أو عشر بالمائة) ويعني ذلك وجود 0.10 غم من الكحول لكل ديسيلتر من الدم.

## مخططات مستويات الكحول في الدم
| الآثار التدريجية للكحول              | الآثار التدريجية للكحول                                                                                | الآثار التدريجية للكحول                                                                                        |
| تركيز الكحول في الدم(% حسب الكثافة.) | السلوك                                                                                                 | اعتلال |
| ------------------------------------ | --- | --- |
| 0.010–0.029                          | - يبدو الشخص المتوسط طبيعياً                                                                            | - الآثار الدقيقة التي يمكن الكشف عنها باختبارات خاصة                                                           |
| 0.030–0.059                          | - نشوة (مزاج) معتدلة - استرخاء - بهجة - ثرثرة - كبت                                                    | - التركيز |
| 0.06–0.09                            | - تبلد المشاعر - سلوك فاضح - انبساط                                                                    | - التفكير - إدراك عميق - الرؤية المحيطية - استعادة الحملقة                                                     |
| 0.10–0.19                            | - الإفراط في التعبير - التقلبات العاطفية - الغضب أو الحزن - الاسترسال في الصخب - انخفاض الرغبة الجنسية | - ردود الأفعال - زمن رد الفعل - السيطرة الحركية - الذهول - ثقل اللسان - عنانة مؤقتة - إمكانية تسمم كحولي مؤقتة |
| 0.20–0.29                            | - غيبوبة - انعدام القدرة على الفهم - ضعف الأحاسيس - احتمال فقدان الوعي                                 | - إعاقة حركية شديدة - فقدان الوعي - فقدان الذاكرة تعتيم                                                        |
| 0.30–0.39                            | - خطر الاكتئاب وخلل في الجهاز المركزي العصبي - فقدان الوعي - احتمالية الموت                            | - وظيفة المثانة - نقص التهوية - خلل التوازن - بطء القلب                                                        |
| 0.40–0.50                            | - فقدان السلوك العام - فقدان الوعي - احتمالية الموت                                                    | - التنفس - معدل نبضات القلب - Positional Alcohol Nystagmus                                                     |
| >0.50                                | - مخاطر التسمم المرتفعة - احتمالية الموت                                                               | |

| مخططات تركيز الكحول في الدم المعيارية في الولايات المتحدة | مخططات تركيز الكحول في الدم المعيارية في الولايات المتحدة | مخططات تركيز الكحول في الدم المعيارية في الولايات المتحدة | مخططات تركيز الكحول في الدم المعيارية في الولايات المتحدة | مخططات تركيز الكحول في الدم المعيارية في الولايات المتحدة | مخططات تركيز الكحول في الدم المعيارية في الولايات المتحدة |
| الكحول                                                    | الكمية (مل)                                               | الكمية (fl أونصة)                                         | الحجم المقدم                                              | كحول (% حسب الحجم.)                                       | الكحول                                                    |
| --------------------------------------------------------- | --------------------------------------------------------- | --------------------------------------------------------- | --------------------------------------------------------- | --------------------------------------------------------- | --------------------------------------------------------- |
| 80 خمور                                                   | 44                                                        | 1.5                                                       | جرعة واحدة                                                | 40                                                        | 18 مل                                                     |
| نبيذ                                                      | 148                                                       | 5                                                         | كأس واحد                                                  | 12                                                        | 18 مل                                                     |
| بيرة                                                      | 355                                                       | 12                                                        | علبة\زجاجة واحدة                                          | 5                                                         | 18 مل                                                     |

| ذكر أنثى                                      | نسبة الكحول التقريبية في الدم (حسب الكثافة) كل مرة تناول كحول فيها نسبة 15 مل من الكحول حسب الكمية | نسبة الكحول التقريبية في الدم (حسب الكثافة) كل مرة تناول كحول فيها نسبة 15 مل من الكحول حسب الكمية | نسبة الكحول التقريبية في الدم (حسب الكثافة) كل مرة تناول كحول فيها نسبة 15 مل من الكحول حسب الكمية | نسبة الكحول التقريبية في الدم (حسب الكثافة) كل مرة تناول كحول فيها نسبة 15 مل من الكحول حسب الكمية | نسبة الكحول التقريبية في الدم (حسب الكثافة) كل مرة تناول كحول فيها نسبة 15 مل من الكحول حسب الكمية | نسبة الكحول التقريبية في الدم (حسب الكثافة) كل مرة تناول كحول فيها نسبة 15 مل من الكحول حسب الكمية | نسبة الكحول التقريبية في الدم (حسب الكثافة) كل مرة تناول كحول فيها نسبة 15 مل من الكحول حسب الكمية | نسبة الكحول التقريبية في الدم (حسب الكثافة) كل مرة تناول كحول فيها نسبة 15 مل من الكحول حسب الكمية | نسبة الكحول التقريبية في الدم (حسب الكثافة) كل مرة تناول كحول فيها نسبة 15 مل من الكحول حسب الكمية |
| المشروبات                                     | وزن الجسم                                                                                          | وزن الجسم                                                                                          | وزن الجسم                                                                                          | وزن الجسم                                                                                          | وزن الجسم                                                                                          | وزن الجسم                                                                                          | وزن الجسم                                                                                          | وزن الجسم                                                                                          | وزن الجسم                                                                                          |
| المشروبات                                     | 40 كغم                                                                                             | 45 كغم                                                                                             | 55 كغم                                                                                             | 64 كغم                                                                                             | 73 كغم                                                                                             | 82 كغم                                                                                             | 91 كغم                                                                                             | 100 كغم                                                                                            | 109 kg                                                                                             |
| المشروبات                                     | 90 ليبرة                                                                                           | 100 ليبرة                                                                                          | 120 ليبرة                                                                                          | 140 ليبرة                                                                                          | 160 ليبرة                                                                                          | 180 ليبرة                                                                                          | 200 ليبرة                                                                                          | 220 ليبرة                                                                                          | 240 lb                                                                                             |
| --------------------------------------------- | -------------------------------------------------------------------------------------------------- | -------------------------------------------------------------------------------------------------- | -------------------------------------------------------------------------------------------------- | -------------------------------------------------------------------------------------------------- | -------------------------------------------------------------------------------------------------- | -------------------------------------------------------------------------------------------------- | -------------------------------------------------------------------------------------------------- | -------------------------------------------------------------------------------------------------- | -------------------------------------------------------------------------------------------------- |
| 1                                             | – 0.05                                                                                             | 0.04 0.05                                                                                          | 0.03 0.04                                                                                          | 0.03                                                                                               | 0.02 0.03                                                                                          | 0.02 0.03                                                                                          | 0.02                                                                                               | 0.02                                                                                               | 0.02                                                                                               |
| 2                                             | – 0.10                                                                                             | 0.08 0.09                                                                                          | 0.06 0.08                                                                                          | 0.05 0.07                                                                                          | 0.05 0.06                                                                                          | 0.04 0.05                                                                                          | 0.04 0.05                                                                                          | 0.03 0.04                                                                                          | 0.03 0.04                                                                                          |
| 3                                             | – 0.15                                                                                             | 0.11 0.14                                                                                          | 0.09 0.11                                                                                          | 0.08 0.10                                                                                          | 0.07 0.09                                                                                          | 0.06 0.08                                                                                          | 0.06 0.07                                                                                          | 0.05 0.06                                                                                          | 0.05 0.06                                                                                          |
| 4                                             | – 0.20                                                                                             | 0.15 0.18                                                                                          | 0.12 0.15                                                                                          | 0.11 0.13                                                                                          | 0.09 0.11                                                                                          | 0.08 0.10                                                                                          | 0.08 0.09                                                                                          | 0.07 0.08                                                                                          | 0.06 0.08                                                                                          |
| 5                                             | – 0.25                                                                                             | 0.19 0.23                                                                                          | 0.16 0.19                                                                                          | 0.13 0.16                                                                                          | 0.12 0.14                                                                                          | 0.11 0.13                                                                                          | 0.09 0.11                                                                                          | 0.09 0.10                                                                                          | 0.08 0.09                                                                                          |
| 6                                             | – 0.30                                                                                             | 0.23 0.27                                                                                          | 0.19 0.23                                                                                          | 0.16 0.19                                                                                          | 0.14 0.17                                                                                          | 0.13 0.15                                                                                          | 0.11 0.14                                                                                          | 0.10 0.12                                                                                          | 0.09 0.11                                                                                          |
| 7                                             | – 0.35                                                                                             | 0.26 0.32                                                                                          | 0.22 0.27                                                                                          | 0.19 0.23                                                                                          | 0.16 0.20                                                                                          | 0.15 0.18                                                                                          | 0.13 0.16                                                                                          | 0.12 0.14                                                                                          | 0.11 0.13                                                                                          |
| 8                                             | – 0.40                                                                                             | 0.30 0.36                                                                                          | 0.25 0.30                                                                                          | 0.21 0.26                                                                                          | 0.19 0.23                                                                                          | 0.17 0.20                                                                                          | 0.15 0.18                                                                                          | 0.14 0.17                                                                                          | 0.13 0.15                                                                                          |
| 9                                             | – 0.45                                                                                             | 0.34 0.41                                                                                          | 0.28 0.34                                                                                          | 0.24 0.29                                                                                          | 0.21 0.26                                                                                          | 0.19 0.23                                                                                          | 0.17 0.20                                                                                          | 0.15 0.19                                                                                          | 0.14 0.17                                                                                          |
| 10                                            | – 0.51                                                                                             | 0.38 0.45                                                                                          | 0.31 0.38                                                                                          | 0.27 0.32                                                                                          | 0.23 0.28                                                                                          | 0.21 0.25                                                                                          | 0.19 0.23                                                                                          | 0.17 0.21                                                                                          | 0.16 0.19                                                                                          |
| يطرح حوالي 0.01 كل 40 دقيقة بعد تناول الكحول. | | | | | | | | | |

## ضوابط قانونية

خريطة لأوروبا تبين حدود تراكيز الكحول في الدم المعرفة بوحدة g/dl لعامة السكان.

بغية إنفاذ القانون، تستخدم اختبارات المحتوى الكحولي لتحديد التسممية. على الرغم من أن درجة الانخفاض تختلف بين الأفراد (مع نفس كمية المحتوى الكحولي في الدم)، إلا أنه يمكن قياسها بموضوعية وبالتالي تعتبر هذه الاختبارات مفيدة قانونياً ويصعب الطعن بها في المحاكم. تمنع معظم الدول التعامل مع المركبات التي تعمل بمحركات والمعدات الثقيلة والقوارب والطائرات إن كانت مستويات الكحول في الدم فوق الحدود المسموح بها.
يختلف مستوى الكحول الذي يحدد ما إذا كان الشخص مخالف قانونياً من دولة إلى أخرى. تتضمن القائمة التالية الحدود المعرّفة في كل دولة، وغالباً ما تؤخذ هذه الحدود في الاعتبار في قوانين قيادة المركبات تحت تأثير الكحول.
نطاق السماحية صفر
في بعض الدول، يعتبر وجود أي تركيز من الكحوليات (مهما كانت نسبته) أثناء قيادة المركبات مخالف قانونياً. بعض الاختصاصات القضائية تتسامح لو زادت هذه النسبة أعلى من الصفر بقليل، في حين تعتبر اختصاصات قانونية أخرى أن الكحول ممنوع عموماً.
- أستراليا- السائقون تحت التدريب أو السائقون الحاصلون على رخصة اختبار مؤقتة
- بنغلاديش
- البرازيل
- بروناي
- كندا — السائقون المتدربون في أونتاريو أو كولومبيا البريطانية[5]، السائقون تحت سن 22 في نوفا سكوشا والأقاليم الشمالية الغربية ونيو برونزويك ومانيتوبا وألبرتا[6] وكيبك[7]
- كرواتيا — السائقون المحترفون، مدربو القيادة والسائقون الحائزون على رخصة قيادة من الفئات C1 ،C1+E، C، C+E، D، D+E وH؛ الحد المسموح للفئات الأخرى من السائقين هو 0.50 ملغم\غ، لكن يترتب على هؤلاء على غرامة في حال تسببوا في حادث عندما يكون تركيز الكحول في دمهم بين 0 و0.50 ملغم\غ.[8]
- التشيك
- إستونيا
- فيجي
- المجر
- إسرائيل 24 mg per 100 ml (0.024%) of breath (penalties only apply above 26 mg per 100 ml (0.026%) of breath due to lawsuits about sensitivity of devices used). New drivers, drivers under 24 years of age and commercial drivers 5 mg per 100 ml of breath.(0,005%) [9]
- إيطاليا - السائقين تحت سن 20 عامًا
- نيوزيلندا— السائقين تحت سن 20 عامًا
- نيبال
- سلطنة عمان
- باكستان
- باراغواي
- رومانيا (beyond 0.08% drivers will not only receive a fine and have their license suspended, the offense will also be added to their criminal records.)
- روسيا (0‰ permille introduced in 2010,[10] cancelled in September 2013[11])
- السعودية
- سلوفاكيا
- الإمارات العربية المتحدة
- الولايات المتحدة—drivers under the age of 21

0.01%
- لا يوجد حالياً

0.02%
- الصين
- إسرائيل 24 mg per 100 ml (0.024%) of breath (penalties only apply above 26 mg per 100 ml (0.026%) of breath due to lawsuits about sensitivity of devices used). New drivers, drivers under 24 years of age and commercial drivers 5 mg per 100 ml of breath.(0,005%) [9]
- هولندا (for drivers in their first five years after gaining a driving license)[12]
- النرويج (road vehicles and sea vessels over 15 m)[13]
- بولندا
- بورتوريكو [14]
- السويد
- أوكرانيا

0.03%
- بيلاروسيا
- تشيلي
- الهند (note: In the state of كيرلا، a policy of zero tolerance has developed.)[15]
- صربيا
- اليابان[16]
- أوروغواي[17] (0.00% for truck/taxi/bus drivers)[18]
- روسيا (since September 2013[11])

0.04%
- ليتوانيا (0.00% for car drivers in their first two years after gaining a driving license, motorcycle and truck drivers)
- المكسيك

0.05%
- الأرجنتين (0.02% for motorbikes, 0.00% for truck/taxi/bus drivers)
- أستراليا (0.00% for مقاطعة العاصمة الأسترالية learner, provisional and convicted DUI drivers (changed down from 0.02% on December 1, 2010), 0.02% for truck/bus/taxi, 0.00% for learner drivers, provisional/probationary drivers (regardless of age), truck and bus drivers, driving instructors and DUI drivers in all other states)
- النمسا - no limit for pedestrians; 0.08% for cycling; 0.05% generally for cars <7,5 t (driving licence B) and motorbikes (A); but 0,01% during learning (for driver and teacher or L17-assistant), during probation period (at least the first 2 years) or up to the age of 20 (A1, AM, L17, F), trucks (C >7,5 t), bus (D), drivers of taxi and public transport [19][20]
- بلجيكا
- البوسنة والهرسك
- بلغاريا
- كندا: Alberta, British Columbia, Ontario, Manitoba, نيوفاوندلاند واللابرادور، Nova Scotia, New Brunswick—provincial offence
- كوستاريكا[21]
- كرواتيا—professional drivers, driving instructors and drivers of the إجازة سياقة C1, C1+E, C, C+E, D, D+E and H; the limit for other drivers is 0.50 mg/g, but they do get an additional separate fine if they cause an accident while having a blood alcohol level between 0 and 0,50 mg/g [22]
- الدنمارك
- فنلندا
- فرنسا (0.025% for bus drivers)[23]
- ألمانيا (0.0‰ for learner drivers, all drivers 18–21 and newly licensed drivers of any age for first two years of licence; also, if the BAC exceeds 0.3‰, driving is illegal if the driver is showing changes in behavior ("Relative Fahruntüchtigkeit"))
- اليونان
- هونغ كونغ
- آيسلندا
- جمهورية أيرلندا (0.02% for learner drivers and professional drivers)[24]
- إيطاليا (0.00% for drivers in their first three years after gaining a driving license)
- لاتفيا (0.02% for drivers in their first two years after gaining a driving license)
- لوكسمبورغ
- جمهورية مقدونيا (0.00% for drivers in their first two years after gaining a driving license)
- هولندا (0.02% for drivers in their first five years after gaining a driving license)[25]
- New Zealand (for drivers over 20, from December 1 2014.)
- بيرو
- الفلبين[26]
- البرتغال (0.02% for drivers holding a driver's licence for less than three years, professional drivers, and drivers of taxis, heavy vehicles, emergency vehicles, public transport of children and carrying dangerous goods).
- سلوفينيا (0.00% for drivers in their first two years after gaining a drivers licence, drivers under 21 and common drivers, such as buses, trucks...)
- جنوب أفريقيا
- إسبانيا (0.03% for drivers in their first two years after gaining a driving license and common carriers, such as buses, trucks...)
- سويسرا (0.01% for drivers in their first three years after gaining a drivers licence and for driving instructors)[27]
- تايلاند
- تايوان (breath alcohol limit decreased from 0.25 to 0.15 from 13 June 2013)
- تركيا

0.06%
- البهاما[28]

0.07%
- لا يوجد حالياً

0.08%
- كندا[29]—criminal offence
- إنجلترا وويلز[30] (0.02% for operators of fixed-wing aircraft; both countries share the same law regarding motoring alcohol limits.)
- ماليزيا (0.00 for Probationary Driving Licence holders)
- مالطا
- نيوزيلندا (0.00% for drivers under 20, until December 1, 2014) [31]
- النرويج (legal limit for sea vessels under 15 m)[32]
- أيرلندا الشمالية (The government of Northern Ireland intends to reduce the general limit to 0.05%.[33])
- بورتوريكو (for drivers 21 years and older)
- اسكتلندا (The الحكومة الاسكتلندية intends to reduce the limit to 0.05%.[34])
- سنغافورة[35]
- الولايات المتحدة—all states impose penalties for driving with a BAC of 0.08% or greater.[36] Even below those levels drivers can have civil liability and other criminal guilt (e.g., in أريزونا driving impairment to any degree caused by alcohol consumption can be a civil or criminal offense in addition to other offenses at higher blood alcohol content levels). Drivers under 21 (the most common U.S. legal drinking age) are held to stricter standards under سياسة عدم التسامح اطلاقا laws adopted in varying forms in all states: commonly 0.01% to 0.05%. See Alcohol laws of the United States by state. Federal Motor Carrier Safety Administration: 0.04% for drivers of a commercial vehicle requiring a commercial driver's license[37] and 0.01% for operators of common carriers, such as buses.[38]

0.09%
- لا يوجد حالياً

0.1%
- جزر كايمان (قانونياً سكر (حالة) in some jurisdictions)

### مستويات التركيز حسب الدولة (معيار المحتوى الكحولي في النَفَس)
في بعض الدول، تحدد نسب التركيز الكحولي في الدم بمقياس "المحتوى الكحولي في النَفَس (BrAC)"، وليس بالمحتوى الكحولي في الدم (BAC).
- في اليونان، حد المحتوى الكحولي في النَفَس هو 250 ميكروغرام من الكحول لكل لتر نَفَس. الحد في الدم هو 0.5 غرام\لتر. أما حد المحتوى الكحولي في النَفَس للسائقين في أول سنتين من القيادة بعد الحصول على الرخصة فهو 100 ميكروغرام لكل لتر نَفَس.
  - المحتوى الكحولي في النَفَس 250–400 = غرامة مالية 200 يورو.
  - المحتوى الكحولي في النَفَس 400–600 = غرامة مالية مقدارها 700 يورو، وسحب رخص القيادة لمدة 90 يوماً (تم تفعيله عام 2007) [39]
  - المحتوى الكحولي في النَفَس >600 = 2 months imprisonment، سحب رخص القيادة لمدة 180 يوماً وغرامة مالية مقدارها 1200 يورو
- في هونغ كونغ، the BrAC limit is 220 microgrammes per litre of breath (as well as other defined limits)
- في هولندا and فنلندا، the BrAC limit is 220 microgrammes of alcohol per litre of breath (μg/l, colloquially known as "Ugl").
- في نيوزيلندا، the BrAC limit is 400 micrograms of alcohol per litre of breath for those aged 20 years or over, and zero for those aged under 20 years. It will be reduced to 250 micrograms of alcohol per litre of breath on December 1, 2014.
- في سنغافورة، the BrAC limit is 350 microgrammes of alcohol per litre of breath.
- في إسبانيا the BrAC limit is 250 microgrammes of alcohol per litre of breath and 150 microgrammes per litre of breath for drivers in their first two years after gaining a driving license and common carriers.
- في المملكة المتحدة the BrAC limit is 350 microgrammes of alcohol per litre of breath (as well as the above defined blood alcohol content).

## روابط خارجية
- حدود نسب الكحول في الدم دولياً
- مستويات الكحول في الدم مع تمارين عملية